# Stazione di Wembley Centrale
La stazione di Wembley Centrale (in inglese Wembley Central station) è una stazione situata nel quartiere di Wembley, nel borgo londinese di Brent. È servita dai servizi dalla metropolitana di Londra e da treni suburbani transitanti sulla linea lenta per Watford (sezione della West Coast Main Line).

## Storia
La stazione venne aperta nel 1842 con il nome "Sudbury", cinque anni dopo l'apertura della linea West Coast Main Line. Il 1º maggio 1882 venne rinominata "Sudbury & Wembley" e il 1º novembre 1910 ancora "Wembley for Sudbury", in occasione della costruzione della "Linea Nuova"
Il 16 aprile 1917 iniziò il servizio della linea Bakerloo e nel 1936 gli edifici a livello stradale vennero rifatti con una serie di negozi. Nel 1948 vennero realizzati altri lavori in occasione della disputa dei Giochi olimpici di Londra allo stadio di Wembley. Il 5 luglio 1948 la stazione venne rinominata "Wembley Central".

### Incidenti
- Il 13 ottobre 1940, un treno espresso deragliò dopo aver urtato un ostacolo che ostruiva la linea. Vi furono diversi morti e numerosi feriti.[1]
- Nel 1984, un treno passeggeri si scontrò con un merci, e nell'incidente persero la vita tre persone.[2]

## Strutture e impianti
La stazione di Wembley Central ha l'aspetto di una stazione sotterranea a causa della posizione elevata della High Road (dove si trova l'ingresso principale, fino a poco tempo addietro in una galleria di negozi degli anni 1940) e la natura coperta delle piattaforme sotto tunnel su cui è costruito il piazzale della stazione; in realtà è pari o di poco superiore al livello del suolo, essendo stata ricostruita dalla British Rail, nella sua forma attuale, nel corso degli anni 1960 durante l'elettrificazione della West Coast Main Line. È stata la prima stazione, oltre a Euston, ad avere piattaforme su tutti e tre le coppie di binari e i treni che passano a velocità sulle piattaforme 3-6 (piattaforme della linea principale) creano un effetto tunnel che può essere pericoloso per i passeggeri.
Di conseguenza, le principali piattaforme della linea principale (per Southern, London Midland, e lo stadio di Wembley) sono fuori uso per la maggior parte della giornata e l'ingresso è consentito solo 10 minuti prima dell'arrivo dei treni. I passeggeri che scendono dagli altri treni devono recarsi alla fine della piattaforma e da lì il personale li condurrà fuori dalla stazione.
La stazione sibì dei lavori di modernizzazione nel 2006, con l'inserimento di strutture di sicurezza.
In occasione di eventi importanti allo stadio di Wembley, tutti i servizi della London Midland si fermano alle piattaforme 5 e 6. I servizi dei Virgin Trains sono realizzati da treni troppo lunghi per le piattaforme e richiedono più tempo per la salita e discesa dei passeggeri. Di conseguenza, questi servizi fanno fermate supplementari a Watford Junction o Milton Keynes, consentendo così ai viaggiatori di cambiare dal London Midland o Southern.
Le linee veloci London Midland usano le piattaforme 5 e 6 avendo dei treni più lunghi. Pertanto, quando i treni sono costituiti da più di 6 carrozze, i viaggiatori che desiderano salire e scendere dal treno devono farlo dalle prime quattro carrozze anteriori. Personale della British Transport Police mantengono una forte presenza nei giorni delle partite, in particolare in questa stazione e su tutti i servizi ferroviari.
La stazione rientra nella Travelcard Zone 4.

## Movimento
La stazione è servita dai treni della linea Bakerloo della metropolitana di Londra e dai treni della linea Watford DC della London Overground, transitanti lungo la linea ferroviaria omonima. È servita anche da treni di Southern e di London Northwestern Railway.
Il servizio della London Overground prevede, negli orari di morbida, quattro treni all'ora per direzione (verso Euston e verso Watford Junction).
London Northwestern Railway effettua un treno all'ora in direzione di Tring e uno in direzione di Euston; Southern, infine, effettua un treno all'ora in direzione di Milton Keynes Central e uno in direzione di East Croydon (via Clapham Junction).

## Interscambi

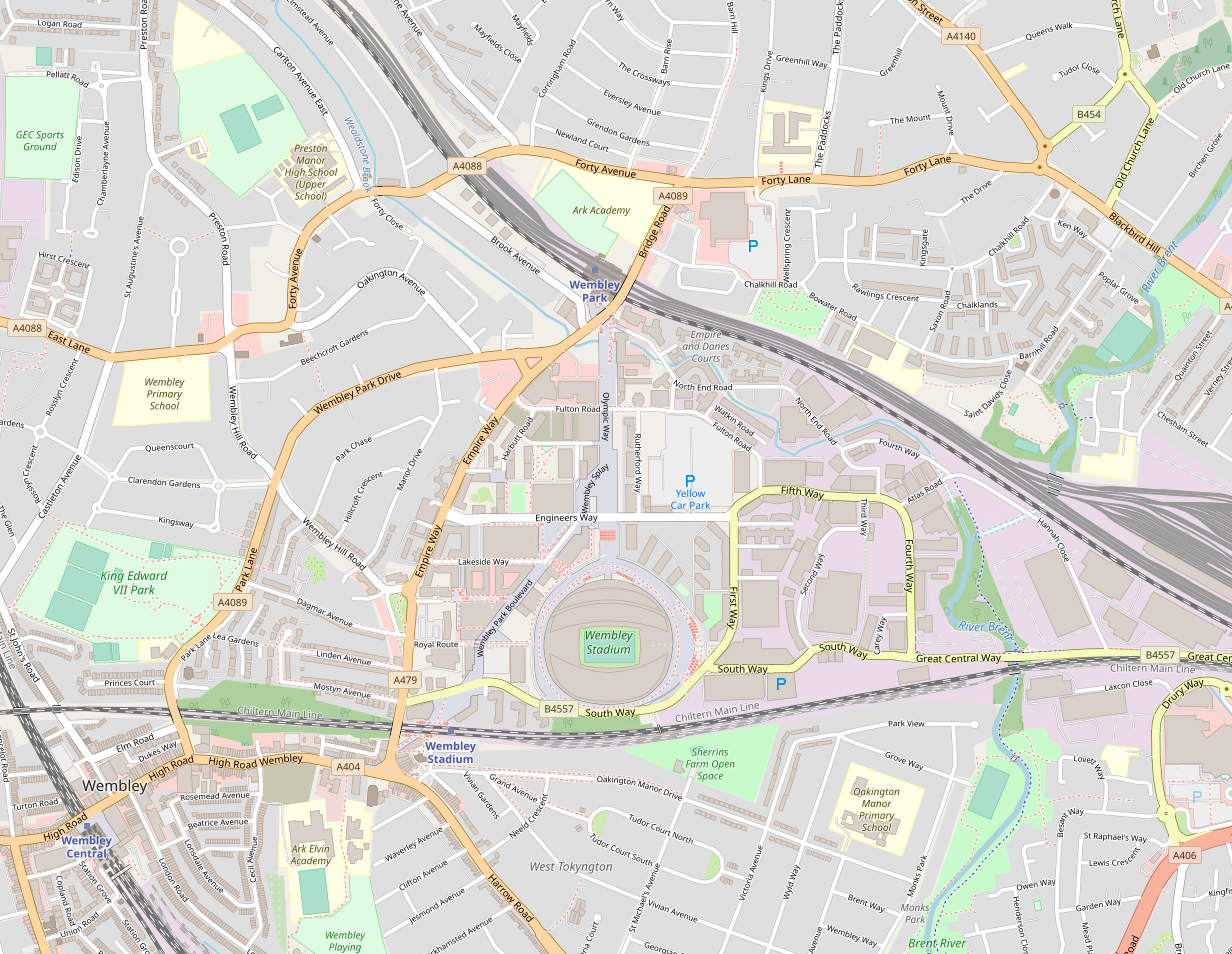
Una mappa dello stadio di Wembley in relazione alla Olympic Way, alle stazioni di Wembley Central, Wembley Stadium e Wembley Park, e alla strada A406.

Nelle vicinanze della stazione effettuano fermata numerose linee automobilistiche, gestite da London Buses.
- Fermata autobus